# ドナルドの不作法教室
『ドナルドの不作法教室』（ドナルドのふさほうきょうしつ、原題：The Litterbug）は、ウォルト・ディズニー・プロダクション（現：ウォルト・ディズニー・カンパニー）が製作した1961年6月21日公開のアニメーション短編映画作品。ドナルドダック・シリーズの第127作である。またドナルドダックの短編映画がスクリーンで上映されたのはアメリカで1959年公開の「ドナルドのさんすうマジック」以来2年ぶりのことである。

## あらすじ
ナレーターが既存の害虫よりも厄介な存在であるゴミ捨て虫について紹介する。

## スタッフ
- 製作：ウォルト・ディズニー
- 監督：ハミルトン・ラスク
- 脚本：ビル・バーグ、ランス・ノーリー
- 音楽：バディー・ベーカー
- 美術：ジョー・ヘール
- 背景：アル・デンプスター
- 原画：ジョン・シブリー、テッド・バーマン

## キャスト
| キャラクター | 原語版               | 旧吹き替え版 | 新吹き替え版 |
| ------------ | -------------------- | ------------ | ------------ |
| ナレーター   | ジョン・デナー       | ?            | ?            |
| ドナルド     | クラレンス・ナッシュ | ?            | ?            |